# 오티스 (프로레슬링 선수)
오티스(Otis)는 본명은 오티즈 도우저빅(Otis Dozovic, 1990년 12월 21일 ~ )다. 2015년 프로레슬링 입문으로 키는 177cm(5 ft 10 in)에다가 몸무게는 160kg(352 lb)이다. 원레는 헤비 머시너리라는 팀을 활동을 하고 있다. 다만 피니쉬는 월드 스트롱기스트 슬램(펄링 파워슬램), 도저 밤/오티즈 밤(코너 슬링샷 스플래쉬), 케터필러 엘보우 드롭(웜 엘보우 드롭)으로 사용을 한다. 뚱뚱한 체격이라서 개그는 대박이라고 한다. 2020년 차드 게이블과 붙어 다니지만 현재 게이블하고 붙어 다니지 못하는 상태라고 한다.

## Professional wrestling highlights
- Finishing moves
  - Caterpillar Elbow Drop (Worm elbow drop, with theatrics)
  - Dozer Bomb / Otis Bomb (Corner slingshot splash)
  - World Strongest Slam (Falling powerslam)
- Signature moves
  - Bearhug
  - Belly-to-belly suplex
  - Headbutt
  - Overhead exploder suplex
- Managers
  - Mandy Rose
  - Maxxine Dupri
- Nicknames
  - American Bear
  - "Otis Dose of Bait"
- Teams and stables
  - Alpha Academy
  - Heavy Machinery
- Entrance themes
  - "Deny Them Pain" dy the Saltybeats (WWE NXT; 2016; used in tandem with Heavy Machinery)
  - "Heavy" by CFO$ (WWE NXT/WWE; 2016-2020; used in tandem with Heavy Machinery)
  - "Mariachi Core" by CFO$ (WWE; 2020)
  - "Blue Collar Solid" by Def Rebel (WWE; 2020-2021)
  - "For the Academy" by Def Rebel (WWE; 2021-2023; used in tandem Chad Gable)
  - "Shoooosh" by Def Rebel (WWE; 2023-present; used in tandem Alpha Academy)

## 수상
- NRW 차아지드 챔피언 (1회)
- WWE RAW 태그팀 챔피언 (1회) - 채드 게이블
- 2020 머니 인 더 뱅크 우승
- 랭크드 넘버 25 오브 더 탑 500 싱글즈 레슬링 인 더 PWI 500 인 2018
- 루키드 오브 더 이열 (2017)